# Willow (condado de Richland, Wisconsin)
Willow es un pueblo ubicado en el condado de Richland en el estado estadounidense de Wisconsin. En el Censo de 2010 tenía una población de 579 habitantes y una densidad poblacional de 6,23 personas por km².

## Geografía
Willow se encuentra ubicado en las coordenadas 43°25′0″N 90°15′30″O / 43.41667, -90.25833. Según la Oficina del Censo de los Estados Unidos, Willow tiene una superficie total de 92.89 km², de la cual 92.85 km² corresponden a tierra firme y (0.04%) 0.04 km² es agua.

## Demografía
Según el censo de 2010, había 579 personas residiendo en Willow. La densidad de población era de 6,23 hab./km². De los 579 habitantes, Willow estaba compuesto por el 98.27% blancos, el 0% eran afroamericanos, el 0% eran amerindios, el 0.52% eran asiáticos, el 0% eran isleños del Pacífico, el 0.17% eran de otras razas y el 1.04% pertenecían a dos o más razas. Del total de la población el 0.35% eran hispanos o latinos de cualquier raza.